# EdV Garden
 (août 2024).
EdV Garden - Un jardin avec vue est un jardin privé de Florence, situé dans le quartier collinaire de Piazzale Michelangelo. Il a été ouvert au public en 2021, constituant un exemple rare d'aménagement paysager contemporain visitable dans la ville.

## Histoire et description
L'artiste et paysagiste Alice Esclapon de Villeneuve (dont les initiales donnent son nom au jardin) a commencé à entretenir les terres agricoles à proximité de son domicile dans les années 1990, à l'occasion de la naissance de sa fille Serle. Ce terrain était occupé par une oliveraie reposant sur un faux bastion conçu par Giuseppe Poggi lors de la construction du Viale dei Colli (qui mène à la colline de San Miniato al Monte) et avec vue panoramique sur Florence et sur le parc du Souvenir de San Miniato al Monte.
Petit à petit, le projet s'est enrichi au fil des années de vingt-six installations, qui racontent symboliquement la biographie de l'artiste et sa relation avec sa fille, sur une superficie totale d'environ 6600 m². Outre l'approche contemporaine du paysage, dans le plein respect de l'environnement et de la biodiversité, des techniques de pointe ont été développées pour garantir la durabilité du projet, comme le recyclage de l'eau et la réutilisation des paillis pour créer du compost.
Parmi les principales installations figurent la Tour Susini, sur le bastion, la Fontaine des Gouttes inexistantes (une fontaine cascade, qui rappelle les jeux d'eau des jardins baroques), l'Amphithéâtre de l'Ananas, l'Etrange Maison de M. T. (une véritable architecture verte), le Navire du Chat Bleu...